# Сын Каролины Шери
«Сын Каролины Шери» (фр. Le Fils de Caroline chérie) — французский фильм Жана Девевра 1955 года.

## Сюжет
Романтичный и молодой Жуан Арандо в поисках славы и любви вступает в армию Испании воевать против Наполеона. С первых же дней благородный герой попадает в круговорот событий, и родной замок уже кажется небылью.
Как в калейдоскопе Жуан сменяет плен за пленом, то у испанцев и французов, то у разбойников и партизан. Много раз смерть дышала в затылок, но удача всегда была на стороне смельчака и отчаянного красавца. Немалая роль влюблённых женщин, которые спасали его от верной гибели. Доблесть, приключения, женщины. Всё, что Жуан мечтал получить от жизни, практически свершилось, однако ответ на старую семейную загадку укажет ему дорогу к настоящей любви.